# William Oliver (medico)
William Oliver (Ludgvan, 14 agosto 1695 – Bath, 17 marzo 1764) è stato un medico e filantropo britannico inventore del biscotto Bath Oliver.

## Biografia
Nacque a Ludgvan, in Cornovaglia e venne battezzato il 27 agosto 1695, descritto come il figlio di John Oliver, proprietario della tenuta di Trevarno. La sua famiglia, originaria di Trevarnoe a Sithney, risiedette in seguito a Ludgvan, e la tenuta di Treneere a Madron, che gli apparteneva, fu venduta nel 1768 dopo la sua morte. Quando decise di erigere un monumento nel cimitero di Sithney alla memoria dei suoi genitori, Alexander Pope scrisse l'epitaffio e disegnò il pilastro. Fu ammesso come pensionante al Pembroke College di Cambridge il 17 settembre 1714, si laureò in MB nel 1720 e in MD nel 1725. Per completare la sua formazione medica, entrò all'Università di Leida il 15 novembre 1720. L'8 luglio 1756 fu incorporato a Oxford e il 22 gennaio 1729–1730 fu eletto Fellow della Royal Society.

## Carriera di medico
Oliver esercitò per un certo periodo a Plymouth, di ritorno da Leida, dove introdusse l'inoculazione per il vaiolo,  ma verso il 1725 si stabilì a Bath e vi rimase per il resto della sua vita, ottenendo in brevissimo tempo il favore della città. Ciò era dovuto principalmente alla sua amicizia con Ralph Allen (un collega della Cornovaglia, Warburton, che lo presentò a Pope e al resto degli ospiti di Prior Park), e con il dottor William Borlase, il suo "amico e parente", che, dopo essere stato suo paziente nel 1730, gli mandò la nobiltà del paese occidentale.

### Ospedale
Oliver si preoccupò molto di ottenere finanziamenti per la costruzione del Water o General Hospital, ora chiamato Royal Mineral Water Hospital, a Bath, e, nel 1737, donò un terreno per la sua costruzione, che fu inizialmente accettato, ma poi declinato. L'anno successivo fu nominato uno dei tesorieri del fondo e nel luglio 1739 divenne vicepresidente. Il 1º maggio 1740 fu nominato medico dell'ospedale e lo stesso giorno Jeremiah (noto come Jerry) Peirce divenne il chirurgo. Il regolamento per l'ammissione e la dimissione dei pazienti inglesi venne redatto da lui, e nel 1756, quando i privilegi furono estesi ai pazienti scozzesi e irlandesi, compilò una serie di regole applicabili al loro caso. Oliver governò l'istituto fino al 1º maggio 1761, quando lui e Peirce si dimisero entrambi. Il terzo articolo di Charleton, Three Tracts on Bath Waters, 1774, consisteva in "storie di casi ospedalieri sotto la cura del defunto dottor Oliver", un argomento sul quale egli stesso aveva contemplato la pubblicazione di un volume, e Some Observations on Stomach Complaints, che vennero trovati tra le sue carte, vennero stampati nelle pagine da 76 a 95 della stessa opera. Peirce e Oliver furono dipinti insieme da William Hoare, nel 1742, in un quadro ora nella sala del consiglio dell'ospedale, nell'atto di esaminare tre pazienti, candidati al ricovero.

### Controversie
La posizione di Oliver nel mondo medico di Bath lo coinvolse in alcuni problemi. Archibald Cleland, uno dei chirurghi ospedalieri, fu licenziato nel 1743 con l'accusa di condotta impropria e il licenziamento portò alla stampa di molti opuscoli. Si tenne un'inchiesta sulle circostanze, sotto la presidenza di Philip, fratello di Ralph Allen; ciò portò la condotta di Oliver a essere altamente lodata. Nel 1757, Oliver e alcuni altri medici della città rifiutarono di partecipare a qualsiasi consultazione con William Baylies, MD e Charles Lucas, MD,  in conseguenza delle loro riflessioni sull'uso e l'abuso delle acque e delle loro censure sulla condotta dei medici in ospedale. Ne seguì molta corrispondenza che fu pubblicata come prova dell'esistenza di una "confederazione fisica a Bath". La sua abilità medica è menzionata dalla signora Anne Pitt e dalla signora Delany. Lui e Peirce assistettero Ralph Allen nella sua ultima malattia e ciascuno ricevette un legato di £ 100.

## Il Bath Oliver e il Bath Bun
Si dice che Oliver avesse inventato il Bath Bun, che tuttavia si rivelò troppo ingrassante per i suoi pazienti reumatici, e così inventò il biscotto 'Bath Oliver', e poco prima della sua morte confidò la ricetta al suo cocchiere Atkins, dandogli nello stesso tempo £ 100 in denaro e dieci sacchi della migliore farina di frumento. Il fortunato destinatario aprì un negozio in Green Street e presto accumulò una grande fortuna. Il 'Bath Oliver' è ancora un marchio ben noto.

## Vita privata
Nel 1746 Oliver acquistò una piccola casa colonica a due miglia da Box, vicino a Bath, come residenza di villeggiatura, e la chiamò Trevarnoe, dalla scena della sua infanzia e dalla dimora di suo padre. Per molti anni prima della sua morte fu afflitto dalla gotta. Morì a Bath il 17 marzo 1764 e fu sepolto nella chiesa di Ognissanti di Weston, vicino a quella città, dove fu eretta in sua memoria un'iscrizione "su una tavoletta bianca, sostenuta da rami di palma". C'è anche una semplice tavoletta murale in sua memoria nell'Abbazia di Bath.
L'affermazione in Life and Times of Selina, contessa di Huntingdon (i. 450–1), secondo la quale rimase "un infedele inveterato fino a poco tempo prima della sua morte" è probabilmente un'esagerazione. Era generalmente ammesso che fosse un uomo eminentemente assennato, e anche di natura molto compassionevole e benevola. La sua biblioteca fu venduta nel 1764. Suo figlio, William Oliver, si iscrisse al College Christ Church di Oxford, il 20 gennaio 1748, all'età di 18 anni, e il suo nome appare sui libri di Leida il 21 settembre 1753. La figlia maggiore sposò un figlio del Rev. John Acland, rettore di Broadclyst, Devonshire e la seconda figlia, Charlotte, sposò il 14 aprile 1752, Sir John Pringle, bart., FRS. Si dice che alcuni dei suoi discendenti vivessero a Bath nel 1852.

## Scritti
Oliver pubblicò, nel 1753, Myra: a pastoral dialogue sacred to the memory of a lady who died 29 Dec. 1753, aged 25. Il suo Practical Essay on the Use and Abuse of warm Bathing in Gouty Cases uscì nel 1751, passò a una seconda edizione nel 1751 e a una terza nel 1764.
Philip Thicknesse inserì alcune osservazioni su questo saggio nella sua Valetudinarian's Bath Guide, (1780, pp. 30–36). Oliver fu anche l'autore anonimo di A Faint Sketch of the Life, Character e Manners of the late Mr. Nash, che venne stampato a Bath da John Keene. Il libro venne elogiato da Oliver Goldsmith come "scritto con molto buon senso e ancora più buona natura" ed è stato inserito in Life of Beau Nash di Goldsmith. Apparve anche nel Public Ledger del 12 marzo 1761 e in History of Bath, del reverendo Richard Warner, (pp. 370–1).  Alle Philosophical Transactions rispettivamente del 1723 e del 1755 contribuì con brevi articoli su argomenti medici, il primo indirizzato al dottor Richard Mead.
Oliver scrisse alcuni versi elegiaci sulla morte di Ralph Thicknesse; era in piedi al gomito di Thicknesse nel momento in cui questi cadde morto mentre stava suonando il primo violino in un'esecuzione di un brano della sua stessa composizione in un concerto a Bath. Le sue battute a Sir John Cope "dopo aver catturato il fuoco di Sir Anthony bevendo le acque di Bath", sono nei manoscritti della signora Stopford Sackville.
Oliver si rivolse al dottor Borlase per dei minerali per il grotto di Pope, e il suo nome ricorre spesso nelle lettere di Pope e Borlase al castello di Horneck, vicino a Penzance. Una lettera di Pope a Oliver, datata 8 ottobre 1740, e in mano di Henry George Bohn, fu inserita con la prima bozza della risposta in  Life of Pope di Carruthers. Diverse altre lettere erano precedentemente in possesso di Upcott. Una, datata 28 agosto 1743, è stampata in Works of Pope di Roscoe, (i. 541–2), ed è stata ristampata con altre due prese dalla rivista European Magazine.
Nell'estate del 1743 Oliver scrisse a Pope per liberarsi da ogni conoscenza dell'attacco di John Tillard a William Warburton, che gli fu dedicato a sua insaputa (Works, ed. Courthope, IX. 233). Due lettere di Warburton a Oliver sono in Literary Aneddotes di Nichols, (v. 581–582), e diverse comunicazioni da lui a Doddridge, dal 1743 al 1749, sono contenute nella corrispondenza di quest'ultimo, (v. 223–225, 302–4, v 66–7, 126–9).
Tre lettere di Stephen Duck a lui sono state stampate in European Magazine (1795, pt. ip 80 e pt. ii. p. 79). Concesse molti favori a Duck e fu, senza dubbio, il figlio educato di Esculapio raffigurato in Journey to Marlborough, Bath, &c. (Works, 1753, p. 75).
Una lettera di Oliver al dottor Ward su due altari romani scoperti a Bath si trova al British Museum, (Add. SM. 6181, f. 63), e altre tre lettere che si riferiscono a una vecchia conoscenza sporca e avara di Jacob Tonson a Bath nel 1735, sono in Addit. SM. 28275, fol. 356–61.
Alcune lettere manoscritte a James Jurin appartengono alla Royal Society.
Benjamin Heath gli dedicò nel 1740 The Essay towards a demonstrative Proof of the Divine Existence; la tavola 18 nelle Antiquities of Cornwall fu incisa a sue spese e gli fu inscritta dal dottor Borlase; e le successive impressioni della "Description of Bath" di Mary Chandler contengono (pp. 21–3) alcuni versi a lui dedicati.